# 高湯溫泉
高湯溫泉（日语：／ Takayu Onsen）是日本福島縣福島市町庭坂（舊陸奧國、明治後為岩代國）海拔750公尺處的溫泉。

## 概要
高湯溫泉是位於福島市郊外西部的吾妻山連峰之中的溫泉街。它具有超過400年以上的歷史，以在日本國內藥效成分名列前茅的高濃度硫磺泉休憩區聞名。
連接福島淨土平、吾妻小富士等劃入磐梯朝日國立公園的觀光景點的磐梯吾妻道路入口就是溫泉街的位置。在這裡，進行山岳旅遊的油可以放鬆休息。高湯溫泉鄉坐落著10棟旅館，溫泉街旁也有阿武隈川的支流──須川流過。高湯溫泉與山形縣白布溫泉與藏王溫泉合稱奧羽三高湯。
根據瑞可利的調查，高湯溫泉在日本全國溫泉2018-2020的三年綜合滿意度排名第一。

## 泉質
是含有含硫酸鋁、硫酸鉀的硫磺泉（硫化氫型）。

## 歷史
- 天文年間（1532年-1555年）─在此發現溫泉。
- 慶長年間（1596年-1615年）─開始以湯治地點聞名。地方歷史研究者認為高湯溫泉在1607年（慶長12年）開始被利用。
- 1999年（平成11年）4月20日─與福島市內的土湯溫泉一同列為國民保養溫泉地。

## 交通運輸
- 福島交通公車[2]
  - 福島站西口經由大原綜合醫院線
  - 高湯溫泉線

## 圖片

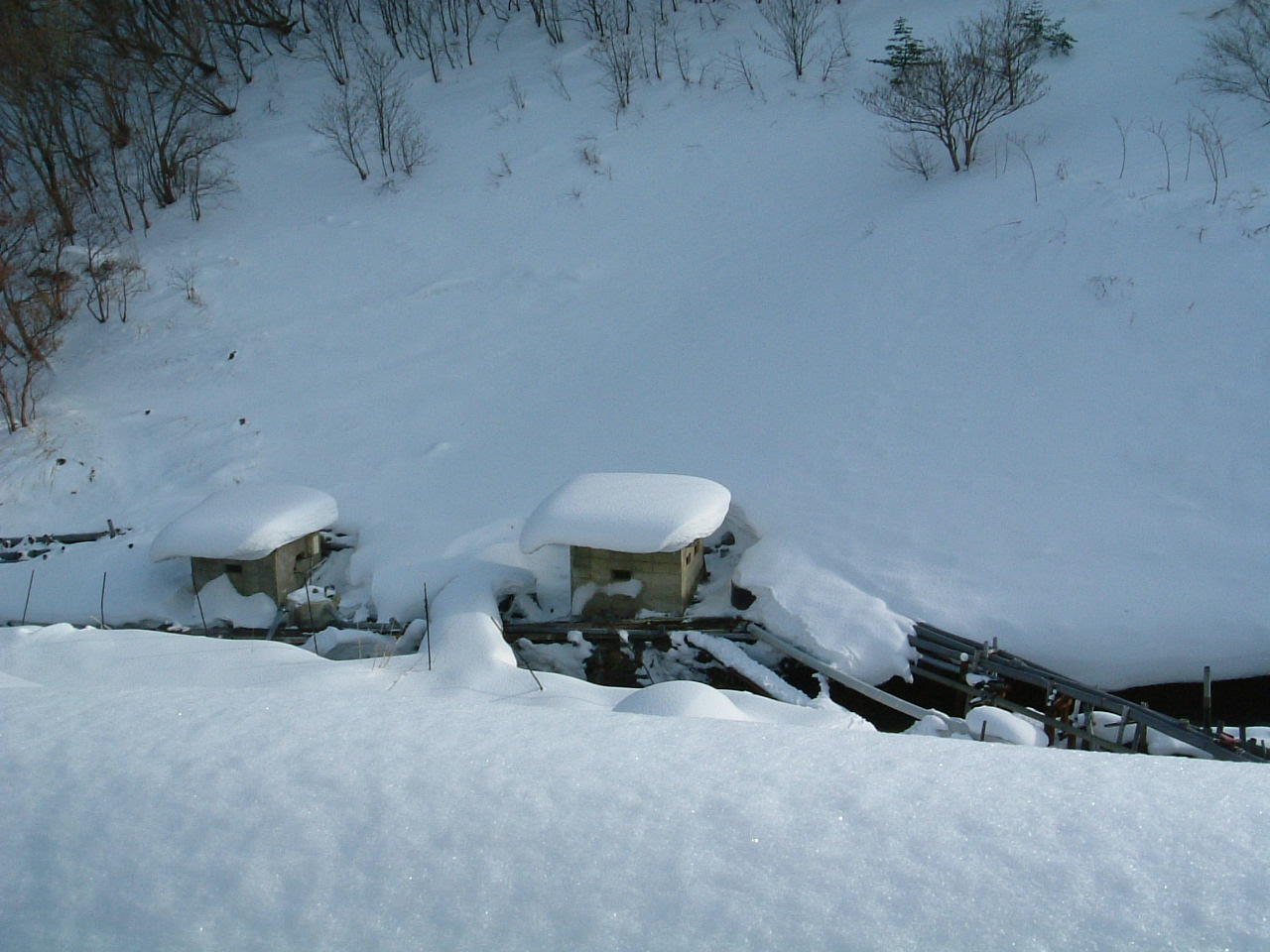
高湯溫泉管線
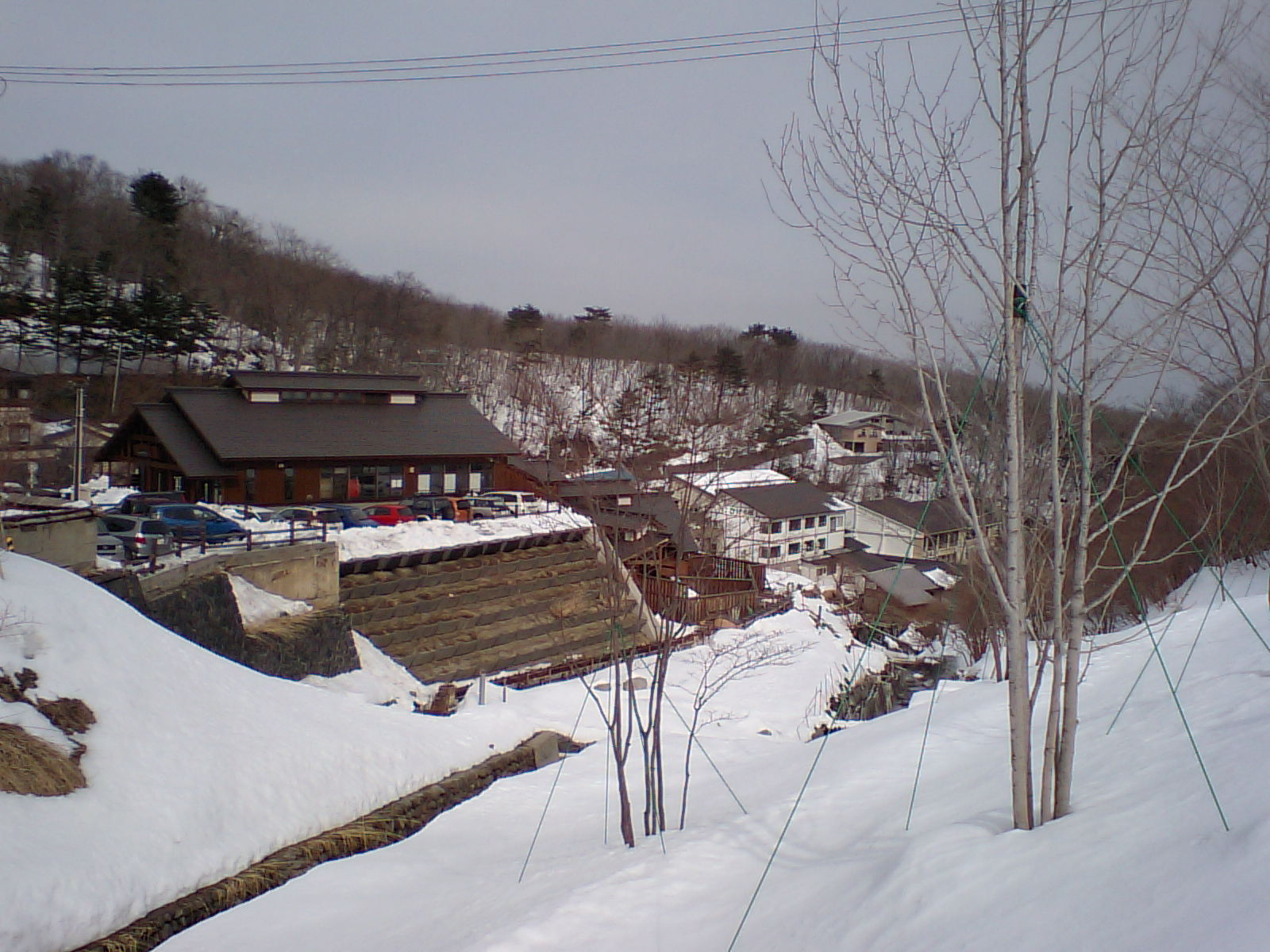
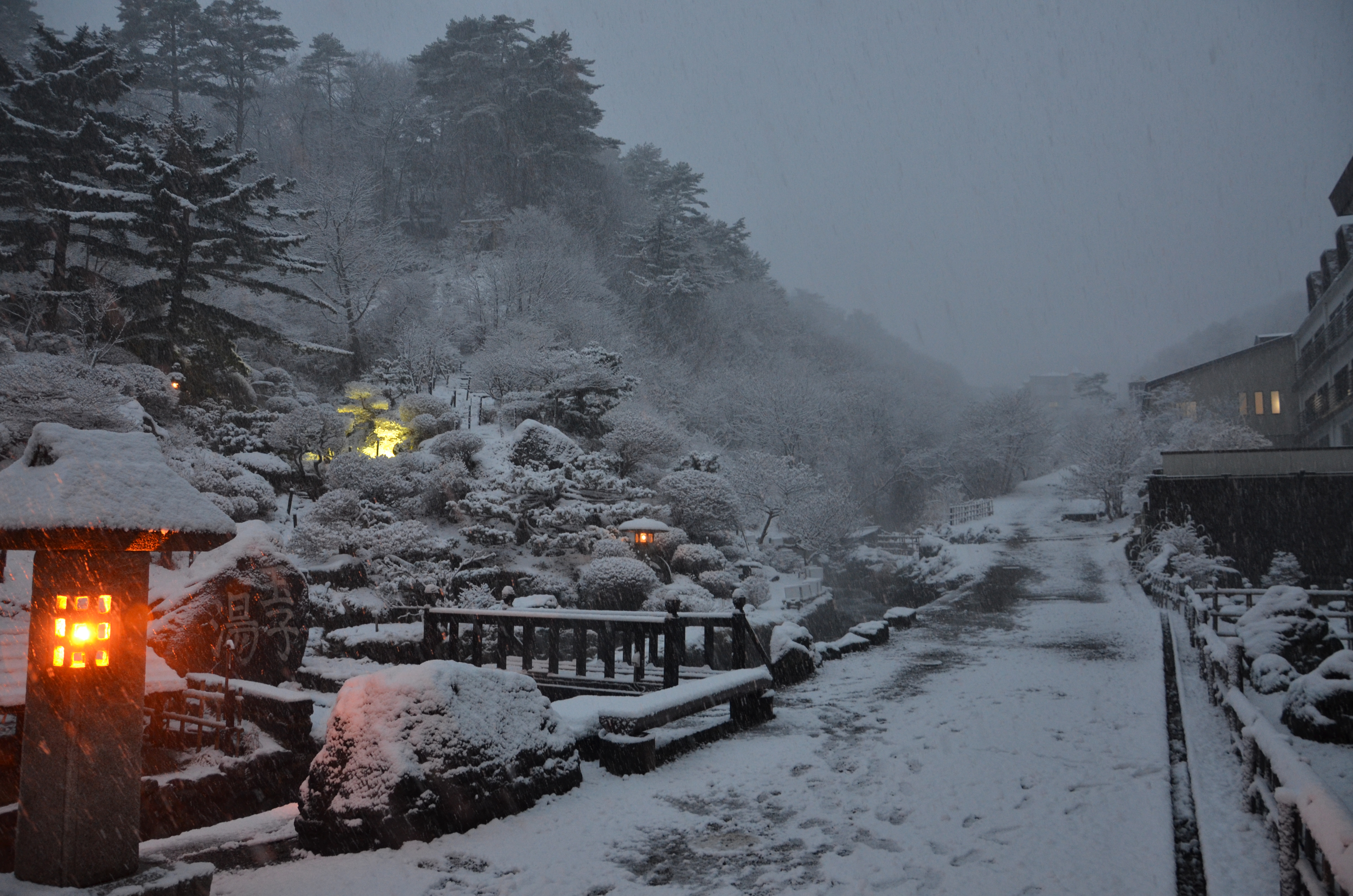

## 外部連結
- 高湯溫泉官方網站 （页面存档备份，存于）
- 福島溫泉介紹 （页面存档备份，存于）